# Roślina zielna

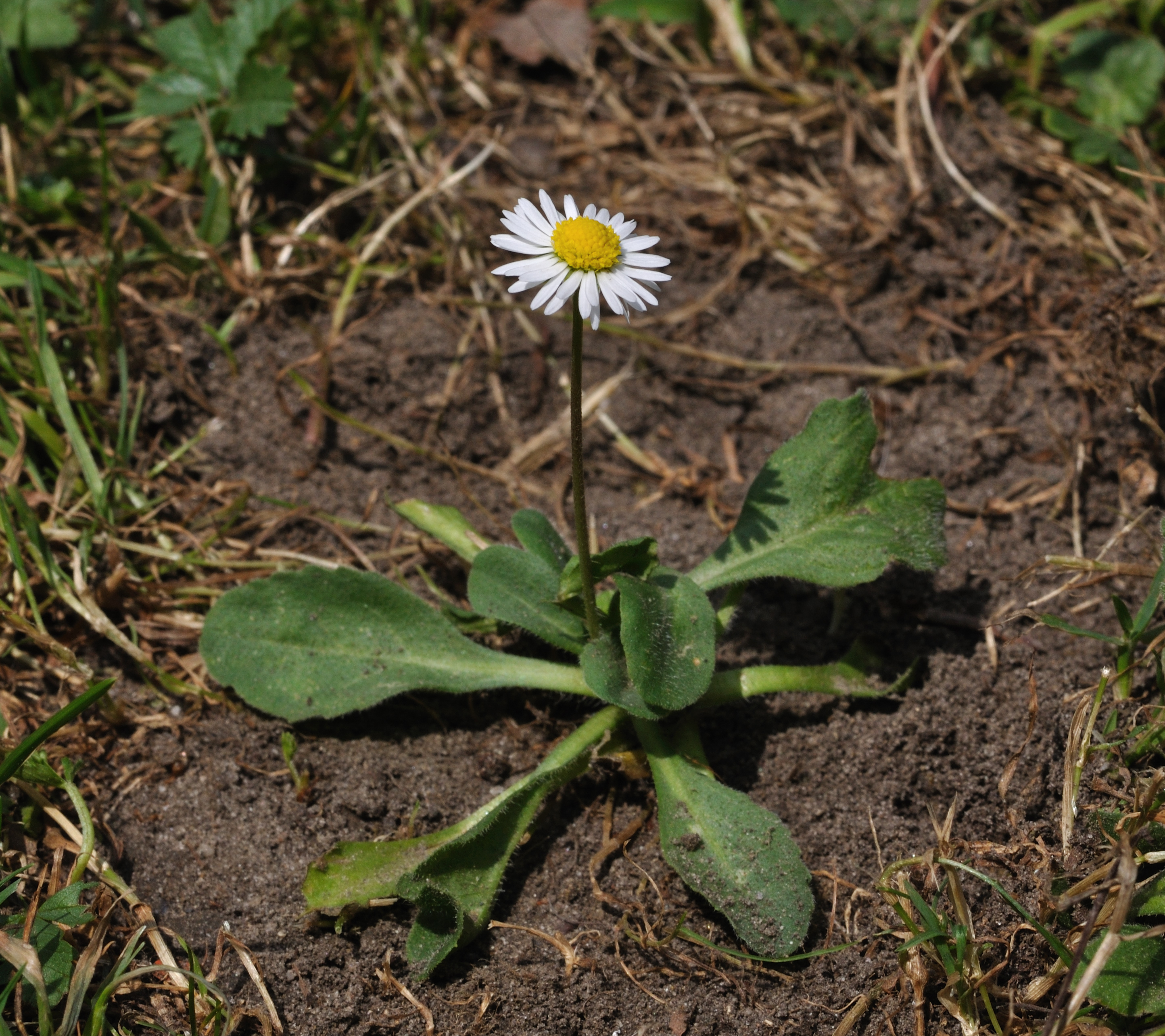
Stokrotka pospolita – przykład rośliny zielnej

Roślina zielna – roślina o zielonej, niezdrewniałej lub w niewielkim stopniu zdrewniałej łodydze, z nagimi pąkami. Łodyga roślin zielnych okryta jest skórką (epidermą), pod którą znajduje się kora pierwotna i tkanki przewodzące (u roślin u jednoliściennych rozrzucone na całym przekroju, u dwuliściennych ułożone w formie pierścienia z wypełnionym miękiszem rdzeniem). Pędy roślin zielnych bywają zmodyfikowane w różnorodny sposób w zależności od funkcji oraz działalności merystemu wierzchołkowego decydującego o ulistnieniu i ułożeniu pąków. W klimacie umiarkowanym pędy naziemne roślin zielnych są nietrwałe i obumierają z końcem sezonu wegetacyjnego.
Ze względu na czas życia rośliny zielne dzieli się na:
- jednoroczne
- dwuletnie
- byliny zimujące w postaci przyziemnych lub podziemnych organów przetrwalnikowych (kryptofity i hemikryptofity)[1].